# Kildavin
Kildavin est un village en Irlande, situé dans le comté de Carlow.

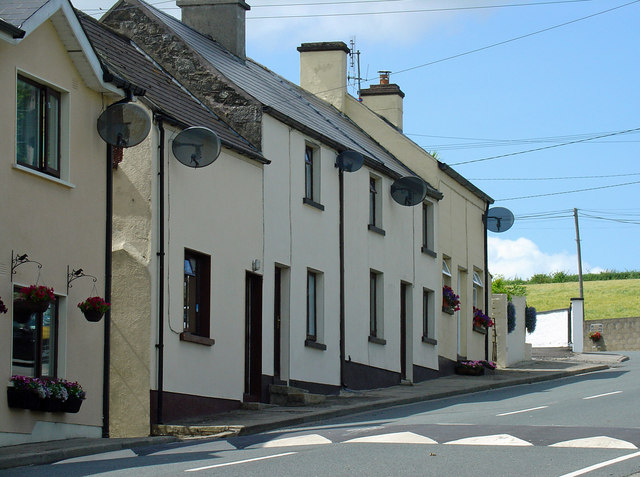
Maisons au nord de Kildavin.